# Delias eucharis
Delias eucharis is een vlindersoort uit de familie van de Pieridae (witjes), onderfamilie Pierinae. Delias eucharis werd in 1773 beschreven door Drury.

## Verspreiding en leefgebied
Delias eucharis komt vooral voor in het Oriëntaals gebied, maar ook in het Australaziatisch gebied.

## Waardplanten
Als waardplant wordt maretak (Viscum album) uit de plantenfamilie Loranthaceae gebruikt.

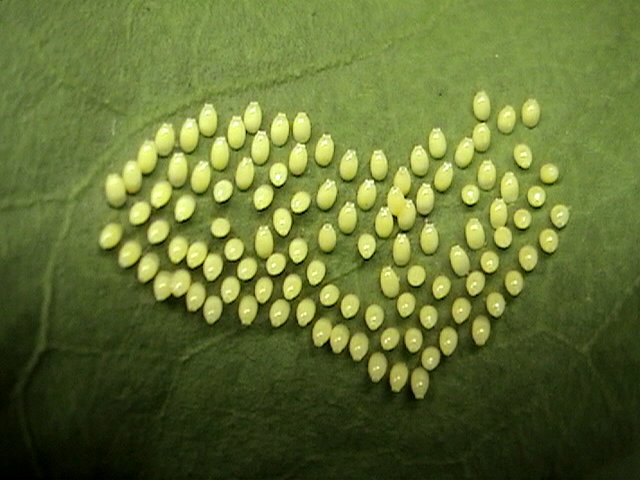
Eitjes
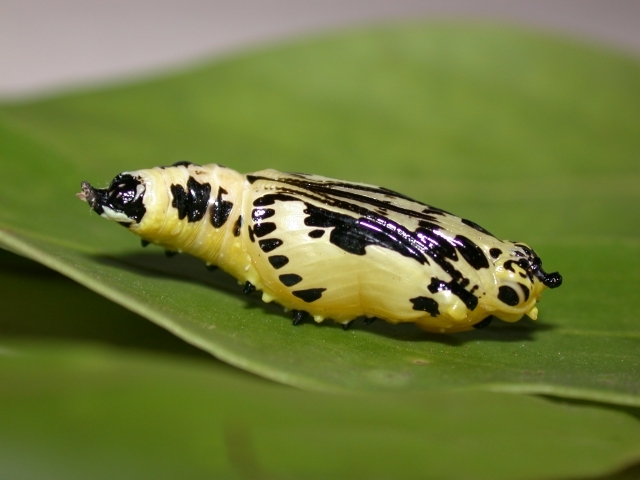
Pop